# Медведев, Юрий Николаевич
Ю́рий Никола́евич Медве́дев (1 апреля 1920, Мытищи, Московская губерния — 19 июля 1991, Гомель) — советский актёр театра и кино. Народный артист РСФСР (1981).

## Биография
Родился 1 апреля 1920 года в Московской области, в городе Мытищи.
В 1942 году закончил Московское городское театральное училище и стал актёром фронтового театра ВТО. В 1945 году по приглашению А. М. Лобанова перешёл в труппу Московского театра имени М. Н. Ермоловой.
Член КПСС с 1971 года.
В 1981 году был удостоен звания Народного артиста РСФСР.
С 1986 года играл на сцене Малого театра СССР.
В кино дебютировал в 1954 году в фильме «Испытание верности». Наибольшую известность Юрий Медведев получил как исполнитель комедийных киноролей. Среди киноработ — купец Груздев в телефильме «Угрюм-река», Шешковский в фильме «Плохой хороший человек».
Озвучивал советские мультфильмы, снимался на телевидении.
Скончался 19 июля 1991 года в Гомеле. По другим данным — умер в Москве. Похоронен в Москве.

## Творчество

### Роли в театре

#### Московский театр имени М. Н. Ермоловой
- «Старые друзья» Л. А. Малюгина — Сеня Горин
- «Клуб знаменитых капитанов» В. М. Крепса и К. Б. Минца — Тартарен из Тараскона
- «Мой друг» Н. Ф. Погодина — Кондаков
- «Лес» А. Н. Островского — Счастливцев
- «Не в свои сани не садись» А. Н. Островского — Маломальский
- «Бег» М. А. Булгакова — Антуан Грищенко
- «Разлом» Б. А. Лавренёва — Швач
- «Старший сын» А. В. Вампилова — Сарафанов
- «Прошлым летом в Чулимске» А. В. Вампилова — Мечеткин
- «Деньги для Марии» В. Г. Распутина — дед Гордей
- «Дядя Ваня» А. П. Чехова — Телегин
- «Говори …» А. М. Буравского по очеркам В. В. Овечкина — Опёнкин

#### Малый театр СССР
- «Недоросль» Д. И. Фонвизина — Кутейкин
- «На всякого мудреца довольно простоты» А. Н. Островского — Голутвин
- «Иван» А. И. Кудрявцева — Женьшень
- «Горе от ума» А. С. Грибоедова — князь Тугоуховский
- «Ретро» А. М. Галина — Чмутин
- «Князь Серебряный» по А. К. Толстому — Михеич
- «Кетхен из Хайльбронна» Г. фон Клейста — Этингардт фон дер Варт

### Фильмография
- 1954 — Испытание верности[2][3][4] — Фёдор Акимович Ерохин, шофёр
- 1955 — Васёк Трубачёв и его товарищи — отец Васька́ Трубачёва[4], Павел Васильевич
- 1957 — Борец и клоун — Никита, приятель Ивана[4]
- 1957 — Отряд Трубачёва сражается — отец Васька́ Трубачёва[4], Павел Васильевич
- 1957 — Тугой узел[4]
- 1958 — Дело было в Пенькове — Зефиров[4], тракторист[2][3]
- 1958 — Дорогой мой человек — Евгений Родионович Степанов[4][2][3]
- 1958 — Стучись в любую дверь[4] — Пяткин
- 1959 — Человек с планеты Земля[4] — Чупров[3]
- 1960 — Бессонная ночь — Пулин[4]
- 1960 — Дама с собачкой[3] — чиновник[4], партнёр по карточным играм Докторского клуба
- 1960 — Нормандия — Неман — старшина Иванов[4], механик[2][3]
- 1960 — Домой[4]
- 1961 — Вольный ветер[3] — Фома[2] (по другим данным — Филип[4])
- 1961 — Длинный день[4] — Гребешков
- 1961 — Человек-амфибия[4] — уличный продавец рыбы
- 1961 — Артист из Кохановки[4] — Щука, управляющий кладбищами
- 1961 — Любушка — секретарь Пенькова[4]
- 1962 — Весёлые истории[4] — Аким Иванович, управдом
- 1962 — В мёртвой петле — одессит-циник[4]
- 1962 — Грешный ангел[4] — Клименков, учитель математики по прозвищу «Колобок»
- 1962 — Половодье — колхозник Микитка[4]
- 1962 — Как рождаются тосты — работник отдела снабжения треста[4]
- 1962 — Как я был самостоятельным[4]
- 1963 — Короткие истории — председатель домкома
- 1963 — Штрафной удар — корреспондент[4]
- 1963 — Большой фитиль — чиновник-взяточник (новелла «Сон в руку»)[4]
- 1963 — Утренние поезда — кадровик[4]
- 1963 — Понедельник день тяжёлый — Сухов[4]
- 1964 — Ко мне, Мухтар![3] — Федя[4]
- 1965 — Наш дом[4] — посетитель пивной
- 1965 — Дети Дон Кихота — милиционер у посольства[4]
- 1966 — В городе С. — доктор Свешников[4]
- 1966 — Крылья — Борис Григорьевич[4]
- 1966 — Саша-Сашенька[3] — Птахин[4]
- 1966 — Чёрт с портфелем — Федулов[4]
- 1966 — Кола Брюньон (телефильм)[4]
- 1968 — Угрюм-река — Груздев[4], купец[2][3]
- 1968 — Щит и меч — офицер в бюро по трудоустройству
- 1969 — Адъютант его превосходительства — Никита[4] из банды Ангела
- 1969 — Мы с Вулканом — Баранов
- 1969 — Преступление и наказание — Лебезятников[2][3] Андрей Семёнович[4]
- 1969 —Тоска[4]
- 1970 — Любовь к трём апельсинам (телефильм) — Сценариус[4]
- 1971 — 12 стульев — театрал[4]
- 1971 — Шельменко-денщик[3] — Лопуцковский[4]
- 1971 — Жизнь и смерть дворянина Чертопханова[3] (телефильм) — Тихон Иванович Недопюскин[4]
- 1971 — Чёрные сухари[4]
- 1971—1972 День за днём (телесериал) — Семёнов[4]
- 1972 — Красные пчёлы — Губарев[4]
- 1973 — Москва — Кассиопея — академик Огонь-Дугановский[4] Василий Анистифорович
- 1973 — Плохой хороший человек — Шешковский[2][3][4]
- 1973 — Месяц в деревне (телеспектакль) — Афанасий Иванович Большинцов
- 1973 — По собственному желанию[4]
- 1974 — Отроки во Вселенной[4] — академик Василий Анистифорович Огонь-Дугановский
- 1974 — Тёща[4] — Полещук
- 1974 — Считайте меня взрослым[4]
- 1975 — Невеста с севера[3] — Николай[4] Петрович Гребешков
- 1975 — Меняю собаку на паровоз — Тимофеев[4]
- 1975 — Ералаш (выпуск 4, эпизод «Однажды…»)[5] — второй минисюжет — контролёр (нет в титрах)
- 1975 — Рассказ о простой вещи[3] (телефильм) доктор Пётр Соковнин[4]
- 1975 — Единственная…[4]
- 1975 — Охотник за браконьерами (телефильм) — главбух[4]
- 1976 — 12 стульев — председатель тиражной комиссии[4]
- 1976 — Огненное детство — Сомов, телеграфист
- 1976 — Семь похищенных женихов — Муроди
- 1976 — Ты — мне, я — тебе[3] — Степан[4]
- 1976 — Туфли с золотыми пряжками — кучер[4]
- 1976 — Несовершеннолетние[4] — милиционер Куваев
- 1976 — Ну, публика![4]
- 1977 — Три весёлые смены (телефильм) — Владимир Викторович, «Ве-Ве»[4]
- 1977 — Ася[4] — русский турист
- 1977 — Дипломаты поневоле — Середа[4] Василий Фёдорович
- 1978 — Особых примет нет[3] — Джон Скотт
- 1978 — Ералаш (выпуск 16, эпизод «Все четыре колеса»)[6] — мужчина, качающий колёса машины
- 1978 — Подозрительный[4] — Шилов[a]
- 1979 — Отец и сын[4] — Северьян[3]
- 1979 — Профессия — киноактёр (документальный) — в роли самого себя[4]
- 1980 — Двадцать шесть дней из жизни Достоевского — Урлов Второй[4], помощник пристава
- 1980 — Депутатский час[4]
- 1980 — Диалог с продолжением — Степан Васильевич (не указан в титрах)[4]
- 1981 — Я — Хортица — Военный врач
- 1981 — Берегите женщин[3] — дядя Вова[2], начальник склада[4]
- 1981 — Вот такая музыка — Иван Дмитриевич[4]
- 1982 — Там, на неведомых дорожках… — Гаврила[4]
- 1982 — Ералаш (выпуск 33, эпизод «Шёл автобус пятый номер»)[8] — мужчина с ковром
- 1982 — Шурочка[4] — Лещенко[3]
- 1982 — Сто первый (телефильм) — Шестаков[4]
- 1983 — Приключения Петрова и Васечкина, обыкновенные и невероятные (телефильм) — учитель труда[4]
- 1983 — Спокойствие отменяется — Македон[4]
- 1983 — Духовой оркестр[4]
- 1984 — Володькина жизнь (телефильм) — Иннокентьевич[4]
- 1984 — Зудов, вы уволены! — Ломакин[4]
- 1984 — Похищение[4]
- 1984 — На миг оглянуться[4]
- 1985 — После дождичка в четверг — Егорий[4]
- 1985 — Деньги для Марии (телефильм)[4]
- 1986 — Нужные люди (телефильм) — Сидор Никанорович[4]
- 1986 — Хорошо сидим! — Иван Иванович[4], посажённый отец
- 1986 — К расследованию приступить — Галкин (фильм 1 «Версия»)[4]
- 1986 — Степная эскадрилья[4] — дядя Митя
- 1986 — Конец света с последующим симпозиумом (мини-сериал) — хозяин ресторана[4]
- 1986 — На бойком месте (телефильм)[4]
- 1986 — Накануне отъезда (телефильм) — Лузан[4]
- 1987 — Человек с бульвара Капуцинов — Тихоня[4]
- 1987 — Говори (телефильм)[4]
- 1987 — Суд в Ершовке (телефильм) — Мальков[4]
- 1988 — Грешник[4]
- 1989 — Из жизни Фёдора Кузькина[4]
- 1989 — Сердце не камень (телефильм)[4]
- 1990 — Захочу — полюблю — нотариус[4]
- 1990 — Анютины глазки и барские ласки (телефильм)[4]
- 1990 — Очарованный странник[4]
- 1991 — Воспоминание о «Коровьем марше» (телефильм)[4] — отдыхающий
- 1991 — Говорящая обезьяна[4] — председатель комиссии
- 1991 — 7 дней с русской красавицей — носильщик[4]
- 1991 — Красный остров — управдом[4] Святослав Владимирович Бунша-Корецкий
- 1991 — Внимание, ведьмы! — Никифоров[4]
- 1991 — Дело Сухово-Кобылина (мини-сериал) — Павел Васильевич[4]

### Озвучивание мультфильмов
- 1954 — Оранжевое горлышко
- 1967 — Сказка о золотом петушке
- 1968 — Кот, который гулял сам по себе
- 1978 — Краденое солнце
- 1984 — А в этой сказке было так…
- 1985 — Клад
- 1985 — Голубая стрела
- 1986 — Новоселье у Братца Кролика
- 1987 — Белая цапля
- 1988 — Домовой и хозяйка
- 1991 — Соловей

### Озвучивание фильмов
- 1964 — Морозко — слепой-хромой (роль Андрея Стапрана)[4]

## Отзывы
Согласно статье в электронной версии Большой российской энциклопедии, Медведев обладал ярким актёрским комедийным дарованием, был мастером броского сатирического эпизода, наделял запоминающейся индивидуальностью исполняемых им персонажей, достигая порой при этом высокого драматизма.

### Комментарии
1. ↑  В аннотированном каталоге «Советские художественные фильмы» указан как В. Медведев[7]